# Janusz Piechociński
Janusz Piechociński, né le 15 mars 1960 à Studzianki (Mazovie), est un homme politique polonais, député à la diète où il est élu pour la première fois en 1991. 
Depuis le 17 novembre 2012 il est président du Parti paysan polonais et consécutivement du 6 décembre 2012 à novembre 2015 vice-président du conseil des ministres et ministre de l'Économie dans le gouvernement de Donald Tusk et celui d'Ewa Kopacz.

## Biographie

### Une jeunesse universitaire et militante
Janusz Piechociński a fait ses études à l'École des hautes études de planification et de statistiques (SGPiS) de Varsovie où il est diplômé en 1987 de la faculté de commerce extérieur. D'origine rurale, il milite à l'Union des jeunesses agricoles (pl) (ZMW) puis au Parti paysan unifié (ZSL).
Il commence sa vie professionnelle comme assistant au département d'histoire économique de SGPiS et participe à la table ronde qui prépare les premières élections libres. En 1990, il accède aux instances de direction du Parti paysan polonais (PSL) reconstitué.

### Entre la politique et le privé
En 1991, il est élu pour la première fois à la Diète. Battu aux élections de 2005, il travaille dans une entreprise d'expertise dans le domaine des transports, mais retrouve son siège aux élections de 2007 et de 2011. Il n'est pas réélu en 2015.

### Président du PSL et ministre de l'Économie
Lors du XIe congrès du PSL tenu à Pruszków le 17 novembre 2012, il bat de manière inattendue le président sortant du parti Waldemar Pawlak. Il le remplace également en décembre à son poste de vice-président du Conseil des ministres et ministre de l'Économie dans le gouvernement de coalition de Donald Tusk.
Il donne sa démission de président du parti le 7 novembre 2015 et Władysław Kosiniak-Kamysz est élu pour lui succéder.